# Croton acradenius
Espèce
Classification APG III (2009)
Croton acradenius est une espèce de plantes à fleurs du genre Croton et de la famille des Euphorbiaceae originaire du Brésil (Ceará).